# Виргинская саламандра
Виргинская саламандра (лат. Plethodon nettingi) — вид хвостатых амфибий рода Лесные саламандры (Plethodon) семейства Безлёгочные саламандры (Plethodontidae), который встречается только в Читских горах и в районе нескольких близлежащих горах на гор штата Западная Виргиния. Популяция вида сократилась до угрожаемых размеров в результате уничтожения его родных красноеловых лесов, а также в результате загрязнения, засухи, повреждение леса бурями и конкуренции с другими саламандрами, особенно с его родственником красноспинной саламандрой (Plethodon cinereus).

## Биология
Первоначально ареал виргинских саламандр, вероятно, был ограничен красноеловыми лесами гор Западной Вирджинии. Большинство этих лесов были вырублены в 1920 году, но некоторое количество сохранилось в сочетании со смешанными лиственными лесами, которые заменили красные ельники. Их населяют берёза аллеганская (Betula alleghaniensis), бук крупнолистный (Fagus grandifolia), клён сахарный (Acer saccharum), клён пенсильванский (Acer pensylvanicum), тсуга канадская (Tsuga canadensis). Появление саламандры, однако, не зависит от какого-либо конкретного типа растительности, но часто ассоциируется с каменистыми полями, выходами скальных пород, или крутыми, затенёнными оврагами, выстлаными рододендронами (Rhododendron). Вполне возможно, что они были защищены в этих убежищах, когда исходные леса были сокращены и в некоторых районах сожжены. Как правило, они находились там, где земляной покров состоит из мохообразных (мхов, печёночных мхов и т. д., особенно мхов рода Баццания (Bazzania) и опавших листьев, упавших брёвен и сучьев.